# Thecla leptocosma
Thecla leptocosma är en fjärilsart som beskrevs av Hayward 1950. Thecla leptocosma ingår i släktet Thecla och familjen juvelvingar. Inga underarter finns listade i Catalogue of Life.